# Straky
Straky är en ort i Tjeckien.   Den ligger i regionen Mellersta Böhmen, i den centrala delen av landet, 40 km öster om huvudstaden Prag. Straky ligger 194 meter över havet och antalet invånare är 528.
Terrängen runt Straky är platt, och sluttar söderut. Runt Straky är det ganska tätbefolkat, med 108 invånare per kvadratkilometer. Närmaste större samhälle är Milovice, 5,1 km väster om Straky. Trakten runt Straky består till största delen av jordbruksmark.